# Hypodactylus peraccai
Hypodactylus peraccai är en groddjursart som först beskrevs av Lynch 1975.  Hypodactylus peraccai ingår i släktet Hypodactylus och familjen Strabomantidae. IUCN kategoriserar arten globalt som otillräckligt studerad. Inga underarter finns listade i Catalogue of Life.